# Patricia Offel
Patricia Offel (* 19. Dezember 1971) ist eine ghanaische Tischtennisspielerin. Sie nahm an den Olympischen Spielen 1988 in Seoul teil. Dabei trat sie nur im Einzelwettbewerb an, es gelang ihr kein Sieg. Sie verlor fünf Spiele, womit sie auf dem geteilten letzten Platz 41 landete.

## Spielergebnisse
- Olympische Spiele 1988 Einzel[1]
  - Siege: -
  - Niederlagen: Li Huifen (China), Kerri Tepper (Australien), Mok Ka Sha (Hongkong), Lau Wai Cheng (Malaysia), Kiyomi Ishida (Japan)